# Leyou Technologies
Leyou Technologies, Ltd. (anteriormente conocida como Sumpo Food Holdings, Ltd.) es una empresa de videojuegos chino con sede central en Hong Kong, China. Fundado en 2010, la empresa originalmente se ocupaba como distribuidora de aves de corral, a través de su subsidiaria Fujian Sumpo, que había sido fundada en 1998. Después de cotizar en bolsa en enero de 2011, empezaron a bajar los ingresos en la distribución de aves de corral en 2013. Sin embargo en 2014, la empresa tuvo una gran restructuración administrativa en la cual decidieron expandirse a otras industrias, uno de ellos fue el de los videojuegos. En ese mismo año la empresa adquirió un porcentaje mayor de Digital Extremes. En enero de 2015, la empresa fue renombrada como Leyou Technologies y en ese mismo año completaron con la adquisición de Digital Extremes. En julio de 2016 adquirieron Splash Damage, antes de vender su negocio avícola. En 2017 la empresa adquirió Radiance Games, además de comprar un 20% de las acciones de Certain Affinity y fundaron el estudio Athlon Games. El 23 de diciembre de 2020, Leyou Technologies fue adquirida por Tencent Holdings, convirtiéndose en una filial de Tencent Games.

## Historia

### Antecedentes en la industria avícola (1998-2011)
Lin Qinglin fundó y se convirtió en el director general de Xiamen Xian Wu Modern Office Facilities Operation Company en enero de 1985 y trabajó hasta junio de 1998. La empresa actuó como agente de las máquinas de fax fabricadas por Panasonic. A fines de la década de 1990, el gobierno local de Longyan alentó las inversiones en las operaciones de procesamiento de pollo. Lin ya había abierto una tienda de alimentos en Xiamen, que incorporó como Xiamen Sumpo Group Limited en junio de 1998. Utilizando las ganancias de su empresa anterior, estableció la empresa de producción de carne Sumpo (Longyan) Industrial Co. Ltd. en Longyan en septiembre. Lin supervisó el negocio principal de este último, que se ocupaba de los productos de pollo, la alimentación animal y las plántulas de pollo. Entre los clientes de la compañía se encontraban McDonald's , KFC y restaurantes locales en China continental. Lin renunció como presidente de Sumpo (Longyan) Industrial en marzo de 2003 para centrarse en las operaciones de Xiamen Sumpo, siendo reemplazado por Lin Qingrong. La empresa pasó a llamarse Fujian Sumpo Foods Holdings Co., Ltd. en enero de 2007. En julio de ese año, Longyan Investment de Lin Qingrong adquirió el 10% de la empresa y Lin Qinglin volvió a asumir su puesto de presidente, que se convirtió en su principal objetivo. Posteriormente, la empresa se sometió a una reorganización corporativa y se convirtió en un gran negocio de procesamiento de alimentos, produciendo 10,000 toneladas de carne y 180,000 toneladas de semillas con la marca "Sumpo" anualmente. obtuvo un beneficio neto de 57 millones de yenes en 2009.
El 22 de febrero de 2010, Sumpo Food Holdings Limited se constituyó como una sociedad de cartera en las Islas Caimán, adquiriendo el 90% en circulación de Fujian Sumpo. Completó una oferta pública inicial en la Bolsa de Valores de Hong Kong en enero de 2011 a un precio de emisión de 0,68 dólares de Hong Kong por acción. Lin Qinglin, que se desempeñaba como presidente y director ejecutivo (CEO) de la compañía, era el accionista principal con 642 millones de acciones, mientras que su hijo, Lin Genghua, poseía otros 167 millones. Las 809 millones de acciones combinadas tenían un valor de 550 millones de dólares de Hong Kong.

### Comienzos en la industria de los videojuegos (2013-2015)
Debido al aumento de la competencia en la industria de la cría de animales, Sumpo Food Holdings comenzó a perder dinero continuamente desde 2013. Para diversificar su negocio, la empresa se propuso ingresar a la industria de los videojuegos . Inicialmente, intentó adquirir un desarrollador japonés no revelado, se especuló que era SNK, pero no tuvo éxito. Según Alex Xu, director comercial de la empresa de videojuegos Perfect World, Sumpo Food Holdings estaba "casi fuera del negocio" a principios de 2014. Al mismo tiempo, Perfect World estaba cooperando y buscando adquirir Digital Extremes, un desarrollador de videojuegos canadiense. Sin embargo, Perfect World estaba considerando la posibilidad de excluirse del Nasdaq y quería evitar realizar una adquisición mediante financiación interna. A instancias de Xu, la compañía aprovechó Sumpo Food Holdings para adquirir gradualmente Digital Extremes. Este movimiento se anunció en octubre de 2014, con Sumpo Food Holdings para adquirir una participación del 58%, mientras que otro 3% se vendería a Perfect Online, una subsidiaria de Perfect World. El precio total de ambas participaciones fue de 73,2 millones de dólares.
En enero de 2015, Sumpo Food Holdings cambió su nombre a Leyou Technologies Holdings Limited. La adquisición de las acciones de Digital Extreme se completó en julio de 2015. A finales de ese año, el 70% de la ganancia bruta de Leyou se generó en su negocio de juegos, a pesar de que el 80% de todos los ingresos eran generados por su negocio avícola. La empresa adquirió el 39% restante de Digital Extremes en mayo de 2016 por US $ 65 millones. En julio de 2016, a través de su filial británica Radius Maxima, Leyou adquirió tres empresas: El desarrollador Splash Damage, la empresa de tecnología de back-end en línea Fireteam y el editor multijugador en línea Warchest. Anteriormente, los tres eran propiedad exclusiva de su fundador y director ejecutivo, Paul Wedgwood.

### Salida de la industria avícola y adquisición por Tencent
Durante 2016, Perfect World intentó adquirir Leyou, pero el trato fracasó debido a "algunas dificultades". Leyou vendió todo su negocio avícola en agosto de ese año y se lo vendió a la esposa de Lin Qinglin por 215 millones de yenes. CP Pokphand Co., que era propiedad mayoritaria de la empresa de alimentos tailandesa Charoen Pokphand Foods , posteriormente adquirió el 70% de Fujian Sumpo en octubre de 2016 por CN ¥ 323 millones. El año fiscal anterior, Fujian Sumpo tuvo ingresos de CN ¥ 1,32  mil millones, pero tuvo una pérdida neta de CN ¥ 30 millones. En 2017, la mayoría de las acciones de Leyou habían sido compradas por un inversor privado. Xu, que desde entonces había dejado Perfect World por Qihoo 360, fue posteriormente contratado como director ejecutivo de Leyou.
En julio de 2017, Leyou invirtió 1 millón de dólares en el desarrollador chino Guangzhou Radiance Software Technology Co.Ltd. (Radiance Games) para adquirir el 51% de la empresa. Anunció una inversión de US $ 10 millones en el desarrollador estadounidense Certain Affinity en octubre, obteniendo una participación del 20%. Leyou lanzó una editorial , Athlon Games , en California en mayo de 2018. En septiembre de ese año, Athlon Games y Middle-earth Enterprises acordaron que la primera publicara una publicación gratuita en línea de varios años -juego basado en El Señor de los Anillos. Amazon (a través de su unidad Amazon Game Studios) se unió al proyecto en julio de 2019 y acordó desarrollar conjuntamente y publicar el juego en todo el mundo, mientras que Leyou lo publicaría en China y Taiwán. Más tarde ese año, Athlon Games se convirtió en el editor de Samurai Shodown y accionista y socio editorial de LCG Entertainment , que adquirió los activos de la extinta Telltale Games.
En 2019, se informó que Leyou estaba buscando un comprador. iDreamSky (que era 18,6% propiedad del conglomerado Tencent ) y CVC Capital Partners ofrecieron adquirir Leyou, pero las conversaciones se estancaron debido a la pandemia de COVID-19. iDreamSky se encontró con una oferta competitiva de Zhejiang Century Huatong, que celebró un acuerdo de fusión no vinculante con Leyou en mayo de 2020. Bloomberg News informó que Sony y Tencent también estaban interesados en ofertar por Leyou a partir de julio. 2020. En agosto de ese año, Tencent parecía estar cerca de firmar un acuerdo para adquirir Leyou. El acuerdo de Tencent fue confirmado por los accionistas de Leyou el 11 de diciembre de 2020 y se completó el 23 de diciembre de 2020. Según el acuerdo de US $ 1.500 millones , Tencent adquirió por completo la empresa a través de su subsidiaria Image Frame Investment. El 18 de abril de 2021 se realizó una disputa entre Tencent y Amazon durante las negociaciones del contrato para el juego planeado El Señor de los Anillos llevó a Amazon a cancelar el desarrollo del juego en abril de 2021.